# الزبور (ذي السفال)

تعديل مصدري - تعديل

الزبور هي إحدى قرى عزلة ريده ورياد بمديرية ذي السفال التابعة لمحافظة إب، بلغ تعداد سكانها 1408 نسمة حسب تعداد اليمن لعام 2004.